# Завидче
Зави́дче — село в Україні, у Лопатинській селищній громаді Шептицького району Львівської області. Населення становить 396 осіб.

## Історія
Присілок Брандисівка заснований між 1787 і 1820 роками при співвласниках села Завидче Яні та Розалії Брандисах, належав до громади Завидче, яка належала до однойменної домінії, циркулу Броди (від 1789 року — Золочів), Королівства Галичини та Володимирії.
На 1 січня 1939 року село належало до Радехівського повіту Тернопільського воєводства, в селі мешкало 1100 осіб, з них 920 українців-греко-католиків, 110 українців-римокатоликів, 10 поляків, 60 євреїв.
18 березня 1949 року у присілку Бриндасівка загинув Шарко Антін Левкович (псевдо — «Гірка»; 1922, с. Трійця — 18 березня 1949, с. Завидче) — зв'язковий референтури СБ Лопатинського районного проводу ОУН, тіло забране до Лопатина, місце поховання не відоме. Відзначений Срібним хрест бойової заслуги 2 класу (23.10.1948) за героїчну поведінку під час бою біля с. Яструбичі Шептицького району.

## Населення

### Мова
Розподіл населення за рідною мовою за даними перепису 2001 року:
| Мова       | Кількість | Відсоток |
| ---------- | --------- | -------- |
| українська | 395       | 99.75%   |
| білоруська | 1         | 0.25%    |
| Усього     | 396       | 100%     |

## Відомі уродженці
- Вільям Федун (05.08.1879 — 14.11.1949) — канадський політик, член Законодавчих зборів Альберти (1921—1926).